# Škrlatna kadulja
Škrlatna kadulja (znanstveno ime Salvia coccinea) je rastlina iz družine ustnatic, ki je razširjena po jugovzhodnem delu ZDA, Mehiki, Centralni Ameriki, Karibih in severnem delu Južne Amerike (Kolumbija, Peru in Brazilija). Sprva je veljalo mnenje, da škrlatna kadulja izvira iz Brazilije, kasneje pa so znanstveniki ugotovili, da je njena najverjetnejša domovina Mehika.

## Opis
Škraltna kadulja doseže v višino med 60 in 120 cm, ima razvejano steblo in se lahko v širino razraste do 70 cm. Listi so svetlo zeleni, dlakavi in imajo valovit rob. Velikost posamičnih listov je zelo različna. Največjo lahko merijo okoli 75 mm v dolžino in 50 mm v širino. Tudi velikost in obarvanost cvetov je od primerka do primerka različna. V naravi ima običajno rdeče cvetove, ki v dolžino merijo okoli 32 mm. Oprašujejo jo kolibriji in metulji.